# Floyd megye (Kentucky)
Floyd megye az Amerikai Egyesült Államokban, azon belül Kentucky államban található. Megyeszékhelye és legnagyobb városa Prestonsburg. Lakosainak száma 35 942 fő (2020. április 1.). Floyd megye Johnson, Martin, Pike, Knott és Magoffin megyékkel határos.

## Népesség
A megye népességének változása:
| Lakosok száma | 39 934 | 39 807 | 39 127 | 38 728 | 37 756 | 35 942 |
|               | 2010   | 2011   | 2012   | 2013   | 2015   | 2020   |